# Krymr
Krymr (angl.:fake fur, něm.: Krimmer)   je obchodní název pro tkanou napodobeninu kožešiny z karakulských jehňat.

## Historie krymru
Pravý krymr pochází z Ruska, název je odvozen od jména poloostrova Krym. Zvláštní struktura vlákenného rouna se tam dosáhla tak, že se jehňata obalovala elastickým úpletem, pod jehož účinkem se vlákna při růstu zkadeřila jedinečným způsobem. Tato nákladná technika (s ne vždy jistým výsledkem) byla později nahrazena způsobem přípravy vlasové osnovy: Asi 5–50 nití se před  pásovým snováním spolu zkroutilo, pásy se napařily a vysušily – zkadeření povrchu tkaniny (vyráběné skoro výlučně na ručních stavech) bylo dostačující.

## Současná výrobní technologie

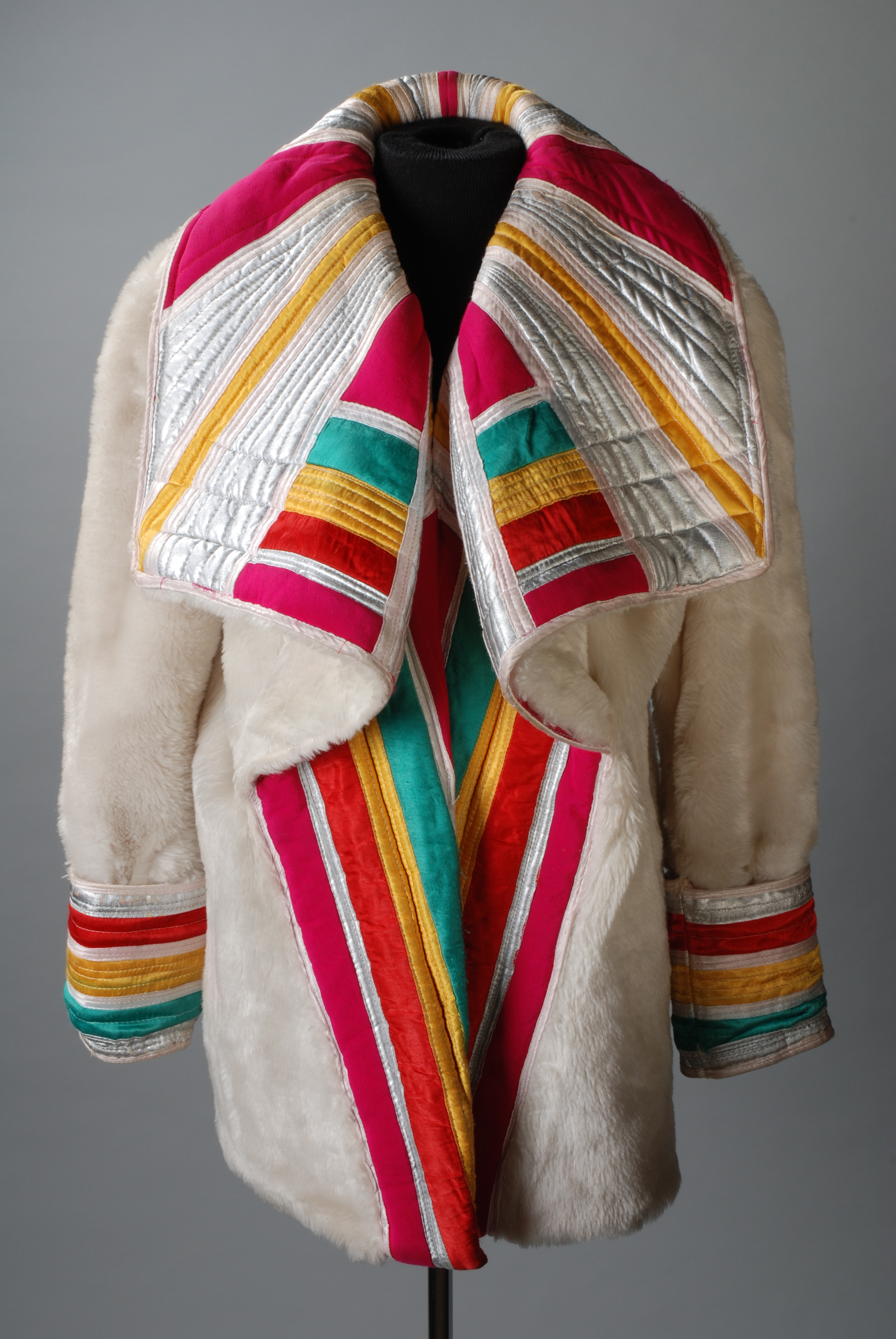
Dámský kabát ze slink krymru v 80. letech 20. století (muzeum v Rotterdamu)

Kožešina se vyrábí na tkacím stroji jako osnovní dvojplyš nebo prutový plyš.
Na plyšový vlas se dříve používala mohérová příze, na základní tkaninu příze z bavlny. V 21. století se krymr vyrábí většinou z umělých vláken.
Tkanina se často potiskuje, aby byl výrobek podobnější přírodním kožešinám.
Podle celkového vzhledu se rozeznává např.:
- Krymr perzián – napodobenina perziánového kožichu
- Slink krymr – velmi světlý plyš s hustým vlněním
- Karakulský plyš – s lisovanými kadeřemi
- Uralský krymr – se stříhanými kadeřemi

Vlasové nitě krymru se často kombinují s efekty z žinylkové příze.